# Parti panamiste
 (mars 2019).
Si vous disposez d'ouvrages ou d'articles de référence ou si vous connaissez des sites web de qualité traitant du thème abordé ici, merci de compléter l'article en donnant les références utiles à sa vérifiabilité et en les liant à la section « Notes et références ».
Le Parti panamiste (en espagnol : Partido Panameñista) est un parti politique conservateur panaméen. C'est le second parti en nombre d'adhérents et le premier de la majorité présidentielle jusqu'à la rupture de la coalition au pouvoir le 26 juillet 2011.

## Histoire
Le président du parti, Ramón Fonseca Mora, est contraint de démissionner à la suite du scandale des Panama Papers, son cabinet étant à l'origine de la création de milliers d'entreprises offshore.